# Lacul Auster

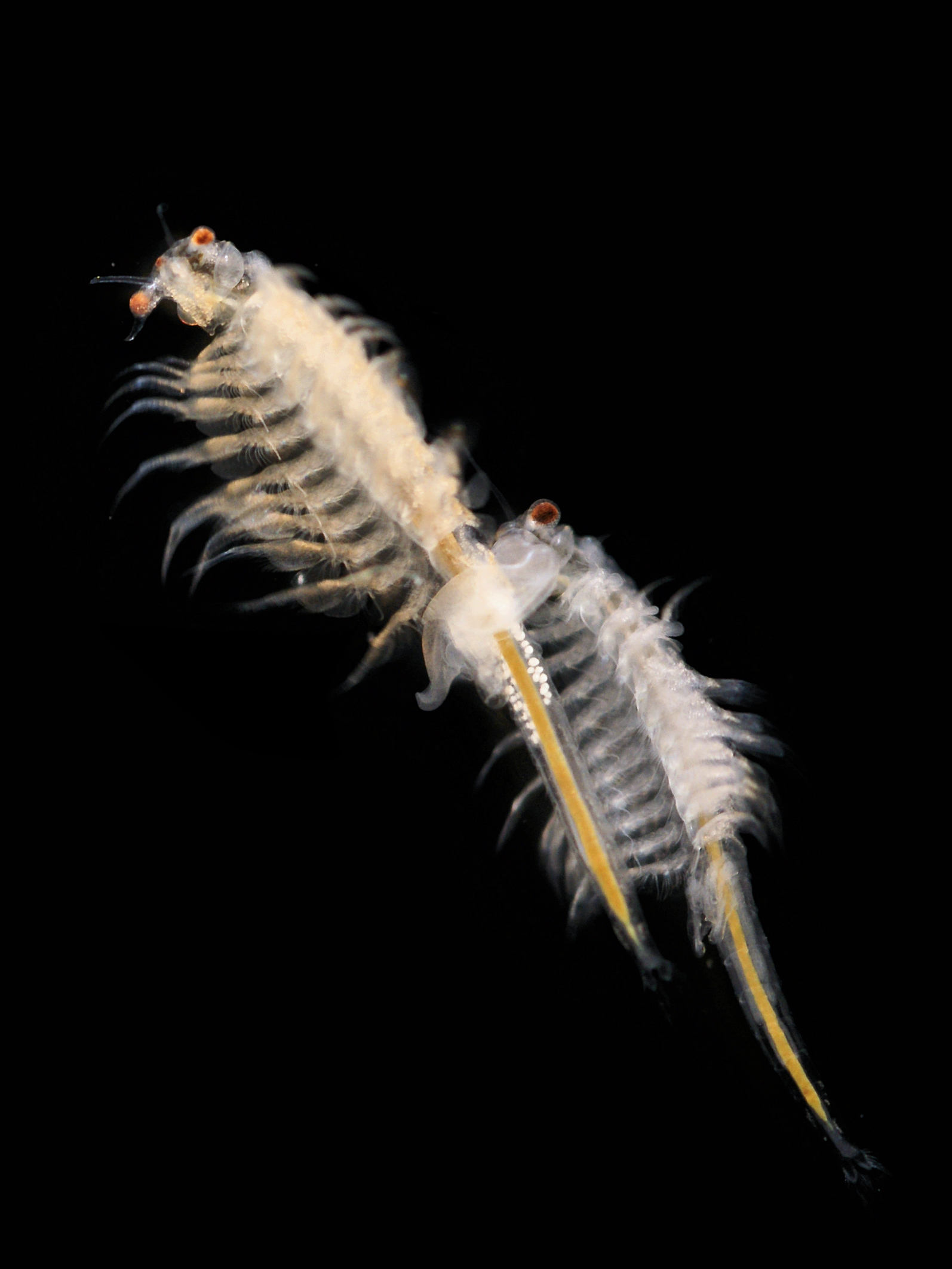
Artemia salina, vietăţile lacului

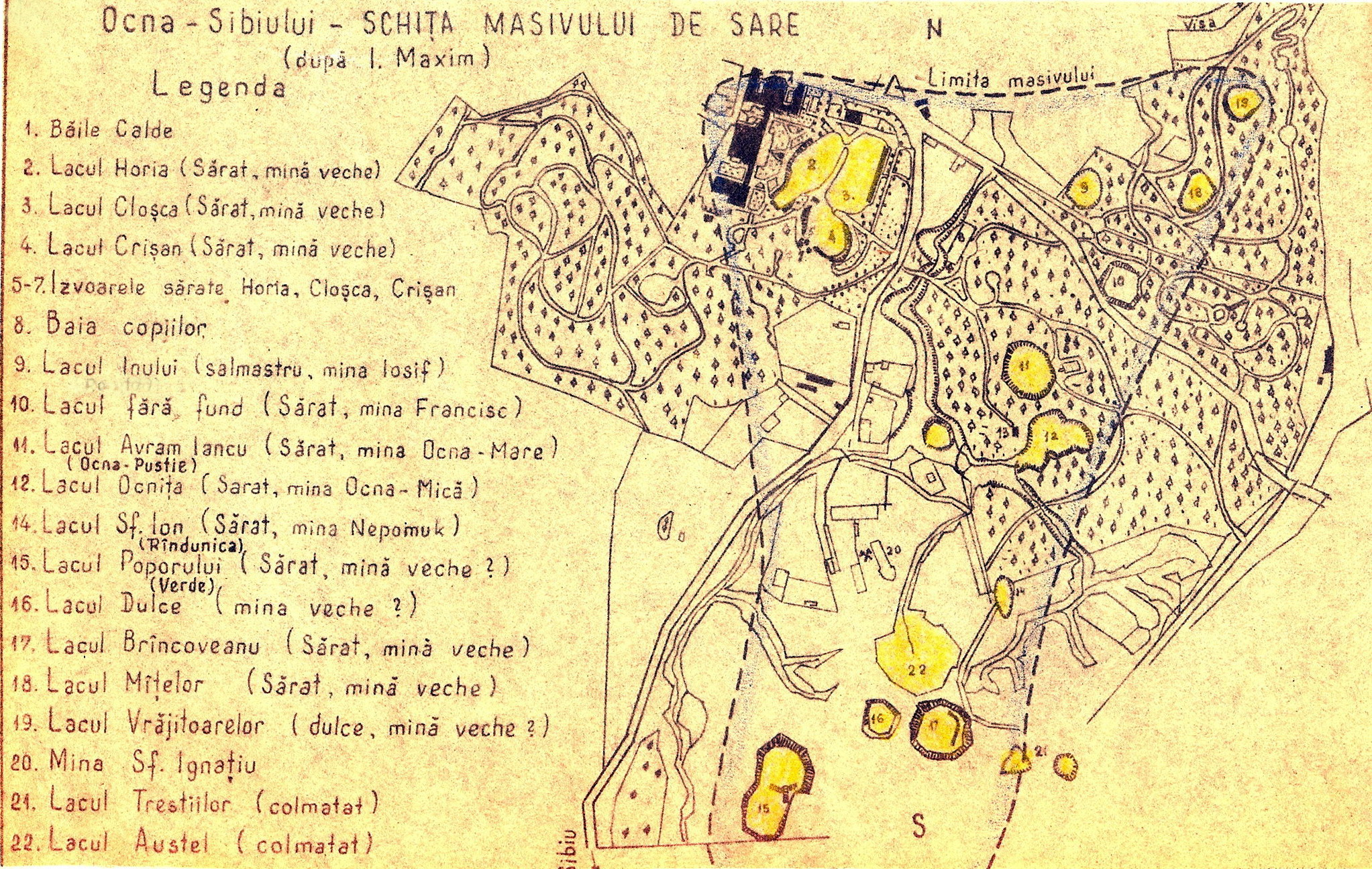
Hartă a minei de sare (Ion Maxim, 1930)

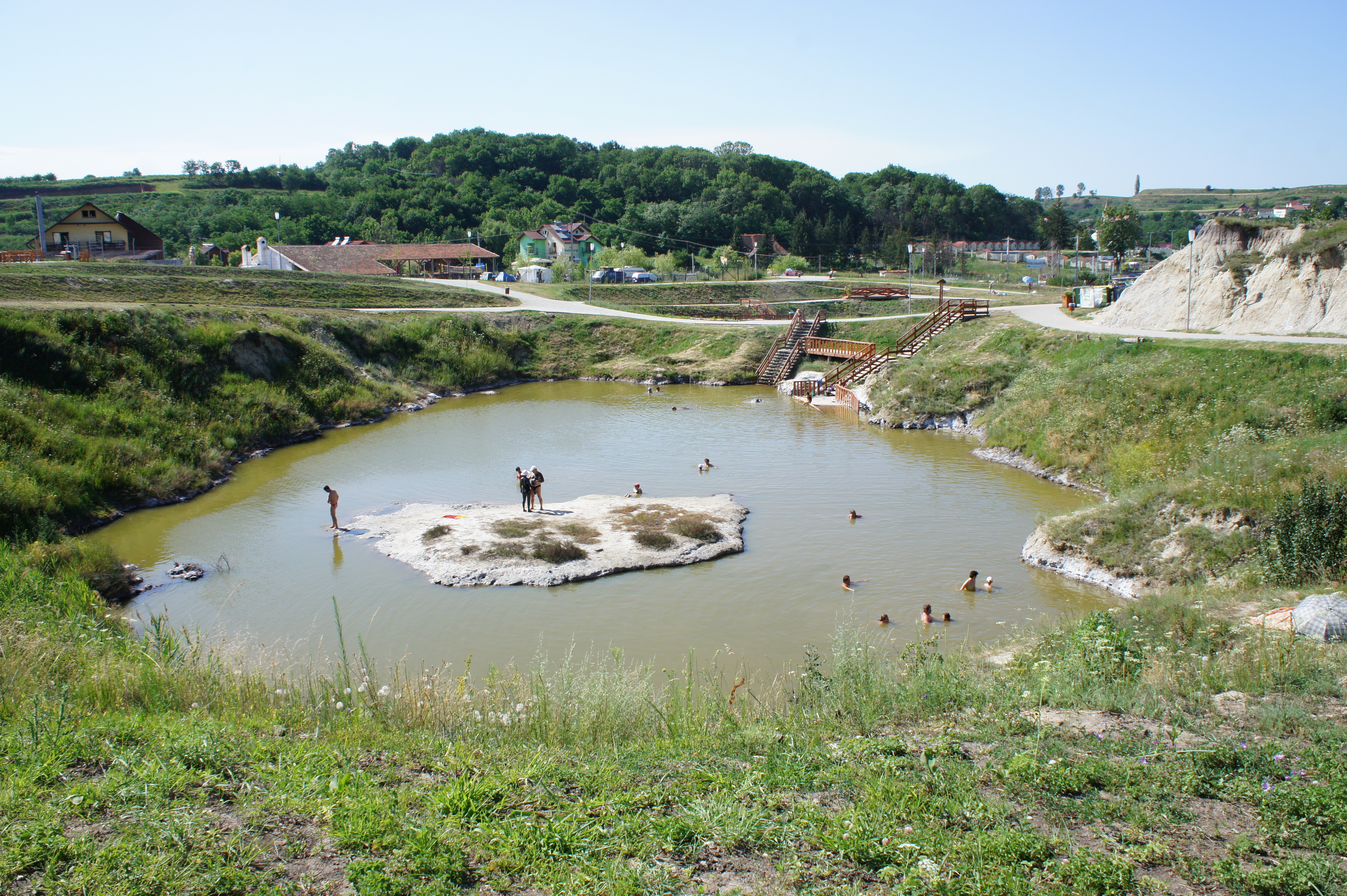
Lacul Auster în 2012

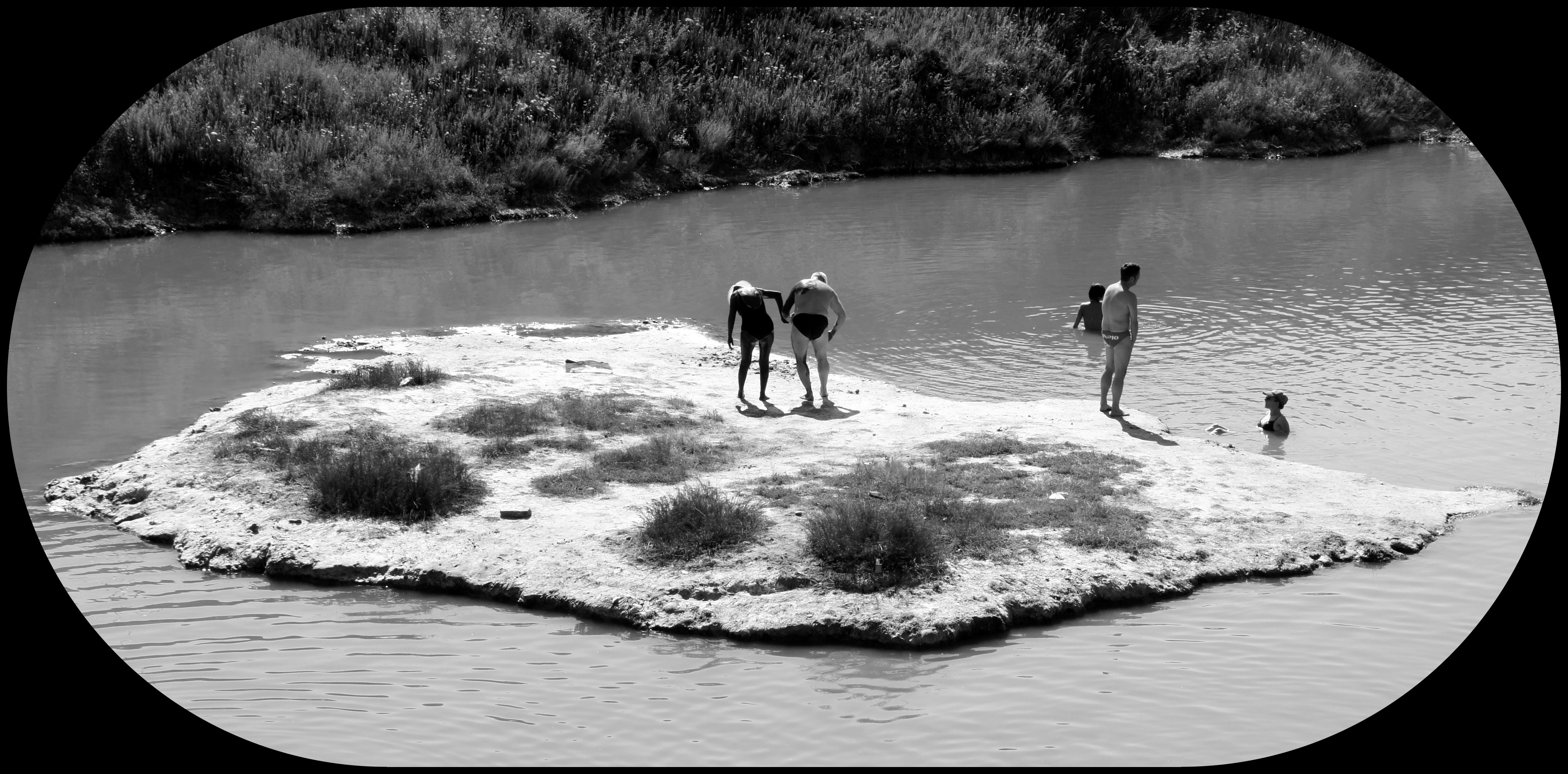
Insula din lac

Lacul Auster (uneori Austel) este un lac natural de apă sărată din Mina de sare Ocna Sibiului, o mină de sare care are unele dintre cele mai mari rezerve de sare din România. Lacul este situat lângă Ocna Sibiului, Județul Sibiu, Transilvania. În mijlocul lacului este o insulă, care îl face unic între lacurile minei, motiv pentru care oamenii îl numesc și Lacul cu insula. În trecut, oamenii îl numeau și Lacul Roșu din cauza culorii roșiatice care a dispărut între timp.  

## Istorie
Lacul Auster s-a format pe locul unei vechi saline neatestate documentar. În anul 1922, nivelul apelor sale era mult mai ridicat decât în prezent și a fost coborât prin drenare artificială, deoarece s-a crezut că apele sale inundă salina “Ignațiu", ce se afla în exploatare. 

## Fauna
În lac trăiesc crustaceele Artemia salina, care formează nămol.

## Informații
- Suprafața: 254 mp
- Adâncimea maximă: 2,5 m
- Salinitate: 140 g/l